# Big Grove Township (comté de Benton, Iowa)
Pour les articles homonymes, voir Big Grove Township.
Big Grove Township est un township, du comté de Benton en Iowa, aux États-Unis,.
Le township est créé en 1856.

## Source de la traduction
- (en) Cet article est partiellement ou en totalité issu de l’article de Wikipédia en anglais intitulé « Big Grove Township, Benton County, Iowa » (voir la liste des auteurs).